# Pontinus macrocephalus
Pontinus macrocephalus är en fiskart som först beskrevs av Sauvage 1882.  Pontinus macrocephalus ingår i släktet Pontinus och familjen Scorpaenidae. IUCN kategoriserar arten globalt som livskraftig. Inga underarter finns listade i Catalogue of Life.